# Train touristique Meuse-Molignée
Le Train Touristique Meuse - Molignée (TTMM) est un éphémère chemin de fer touristique ayant circulé durant deux saisons (1989 et 1990) dans la vallée de la Molignée en Belgique.

## Historique
En 1987, la SNCB désaffecte la ligne 136A Ermeton-sur-Biert - Florennes qui n'était plus utilisée. Germe alors dans la tête de messieurs Wasnair, Delforge et Singelé, les trois membres fondateurs, ont été rejoins par monsieur Pâque, courant 1988 et monsieur Ovaert en 1990, amateurs de chemin de fer, l'idée de réutiliser les rails entre Florennes et la Meuse afin d'y faire circuler un train touristique.
C'est début 1989 que le projet semble se concrétiser. La partie "est" du tracé, appartenant à la ligne 150 est en état satisfaisant, grâce à l'entretien minimal que continue à y assurer pour raison stratégique la défense nationale (Il faut pouvoir franchir la Meuse à Houx (Dinant) si, d'aventure, un envahisseur détruisait les ponts sur le fleuve à Namur). Le tronçon ouest par contre, au delà d'Ermeton-sur-Biert, ne peut en dire autant. Il est envahi par la végétation et seul le tronçon jusqu'à Stave est parcourable, avec de fortes restrictions (masse et vitesse des convois).
La commune de Florennes est séduite par le projet et achète la remise à locomotive de Florennes et ses dépendances. A l'été 1989, l'équipe de bénévoles n'est pas encore parvenue à remettre les derniers kilomètres à niveau, mais une "inauguration" (prématurée vu ce qu'il reste à réaliser) à lieu. Elle sera de ce fait hybride : un autorail (mis à disposition par le fraichement créé PFT) entre Maredsous et Ermeton-sur-Biert, une draisine légère jusqu'à Stave, et un bus historique entre Stave et Florennes.
En 1990, l'association planifie une "vraie" saison de circulation, même si Florennes n'est toujours pas joignable. A noter que parallèlement, le CFV3V lance à quelque kilomètres de là sa troisième ligne : Dinant - Givet. Il se dit que cela n'est pas totalement une coïncidence, la concurrence fait donc rage.
Autre rebondissement : alors que les bénévoles avaient reposés plusieurs centaines de mètres de rails (pas encore ballastés), une partie de ceux-ci furent volés .
La saison suivante, le TTMM ne redémarra pas, paralysé par des soucis internes. Par ailleurs, la SNCB interdit l'usage des voies, même sur le tronçon 'est" (ligne 150). La défense promet de remettre celui-ci en état, mais aucune perspective ne semble pointer pour le tronçon "ouest". 
Une nouvelle association - appelée CFM : Compagnie Florennes - Molignée - voit le jour pour tenter de circuler l'année suivante, mais il n'en sera rien. Pire, en 1992, la SNCB donne l'autorisation de démonter la voie de la ligne 136A (le tronçon "ouest"). Rideau donc.

## Matériels roulants
L'association disposait en propre de plusieurs ex-draisines d'entretien de la voie de la SNCB. Elle les utilisait pour convoyer les voyageurs sur le tronçon le moins robuste, et pour ses trains de travaux. Ce matériel à longtemps été conservé à l'ancienne usine de Moulins (Haut-le-Wastia), spécialisée dans le laminage du cuivre et raccordée en son temps à la gare de Warnant.
Durant les premières années d'exploitation, un autorail de la série 46 assurait la desserte du tronçon est. 
Une locomotive à vapeur (à restaurer) fut acquise par la CFM, de même qu'une voiture allemande de type "boite à tonnerre".
Une série de wagons de service complétait la collection.